# 하만 카돈
하만 카돈(Harman Kardon, harman / kardon)은 하만 인터내셔널의 부문이며, 가정 및 자동차용 오디오 장비를 제조한다. 1953년 시드니 하만과 버나드 카돈(Bernard Kardon)에 의해 설립되었다.

## 역사
1950년대 초에 시드니 하만은 퍼블릭 어드레스 장치의 제조업체인 David Bogen Company의 총지배인이었다. 버나드 카돈은 Bogen의 수석 엔지니어였다. 1950년대 초에 Bogen의 경영적인 변화로 두 사람은 사직했다. 각자 5,000 달러의 투자를 받은 시드니 하만과 버나드 카돈은 1953년 하만 카돈 컴퍼니를 설립하기에 이른다.

## 기타 하만 카돈 제품

### 사운드스틱
하만 카돈 iSub 2000 서브우퍼와 사운드스틱은 2000년 7월 애플 세계 개발자 회의(WWDC)에서 선보였다. 하만 카돈은 이 제품의 설계와 제조에 대해 애플과 파트너십을 맺었다.

### 카 오디오
하만 카돈은 아우디, BMW, 랜드로버, 메르세데스-벤츠, MG 로버, 볼보, 뷰익, 기아, 쌍용, MINI, 사브, 할리데이비슨, 지프, 크라이슬러, 닷지, 다이하쓰, 도요타 자동차, 혼다 기연 공업, 스즈키, 미쓰비시 그룹, 닛산 자동차, 스바루, 타타 자동차를 포함하여, 여러 차량 제조업체들의 장비를 공급해왔다.

### 컴퓨터 스피커
하만 카돈은 데스크톱 컴퓨터 스피커를 제조해왔다. 하만 카돈은 노트북 스피커를 만들기도 했으며, 도시바, 에이서 노트북, 에이수스 노트북의 특정 모델들에 사용되었다.

### 오디오 브랜드
AKG, Harman Kardon, Infinity, JBL, Lexicon, Mark Levinson 및 Revel 등의 브랜드들이 하만 카돈과 함께하고 있다.

## 사진

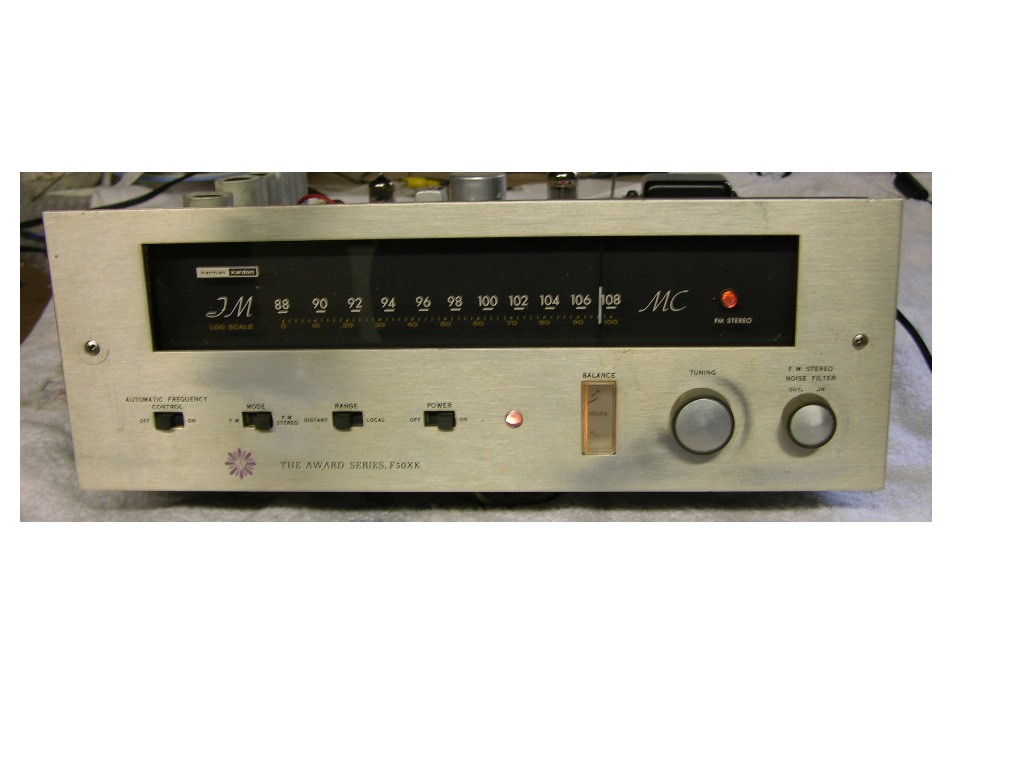
하만 카돈 F50-XK 튜브 FM 스테레오 멀티플렉서 튜너
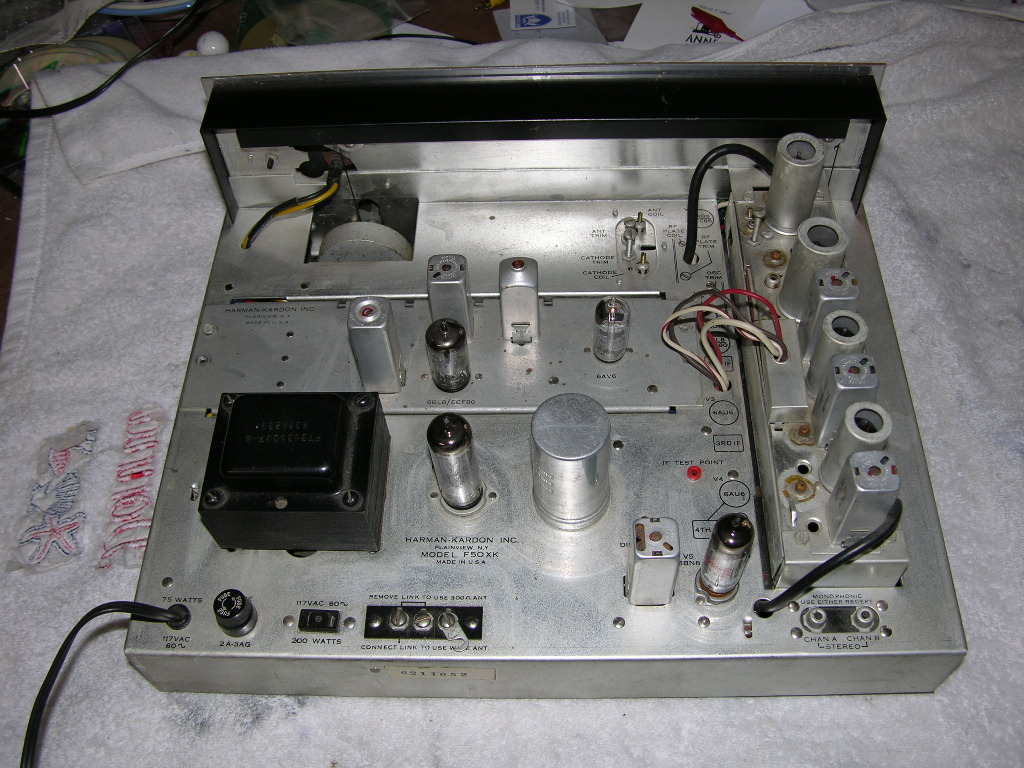
하만 카돈 F50-XK 튜브 FM 스테레오 멀티플렉스 튜너 (위에서 본 모습)
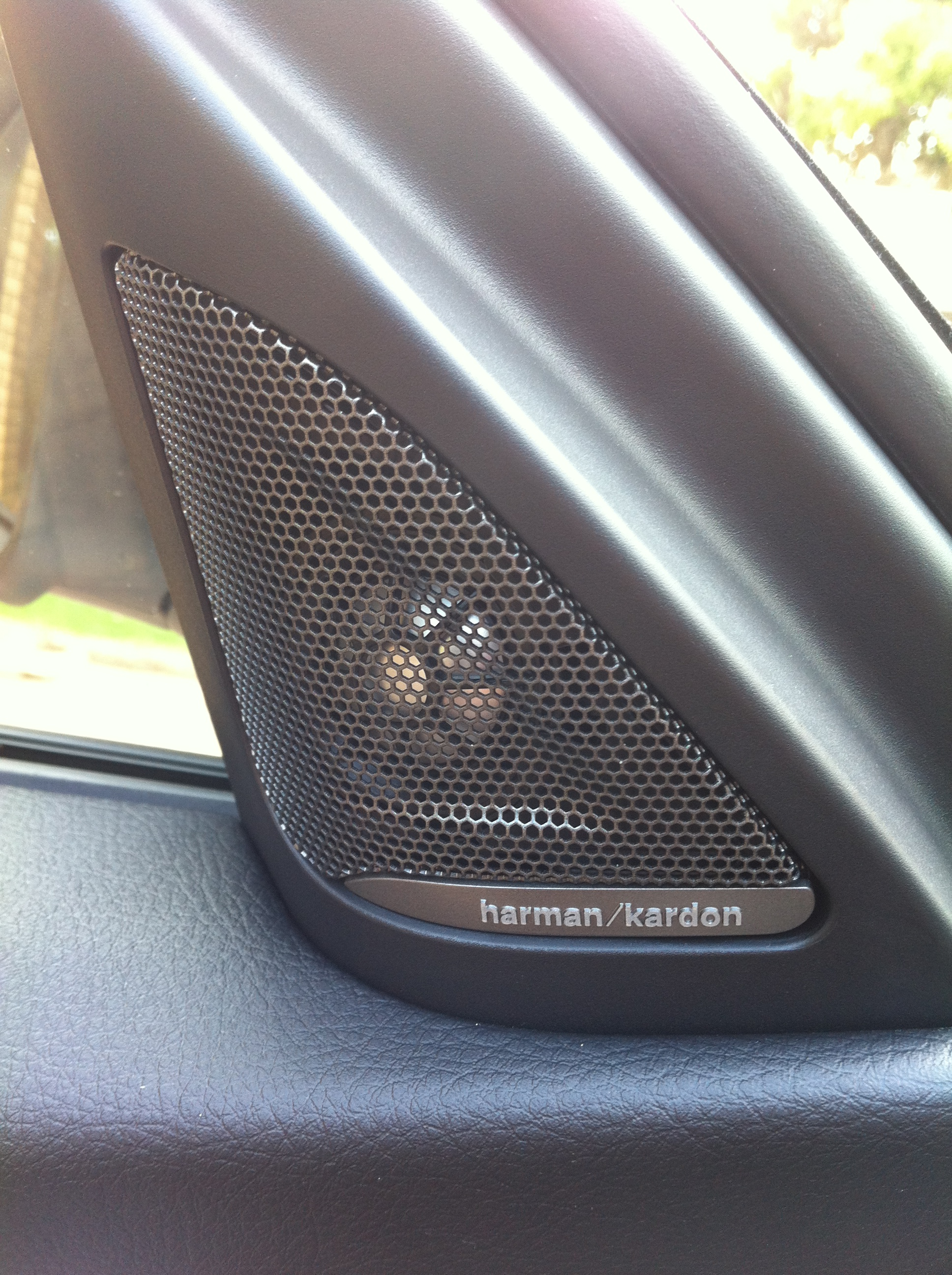
하만 카돈 자동차 오디오 스피커 (BMW)